# Distrito de Solukhumbu
El distrito de Solukhumbu es uno de los seis distritos que conforman la zona de Sagarmatha, en Nepal. El distrito está formado por dos regiones unidas por el río Sun Kosi: la región de Khumbu (con una altitud de 3.700 a 4.300 m y la región de Solu. En este distrito habita la etnia sherpa, y es donde se localiza el monte Everest.

## Comités de desarrollo rural

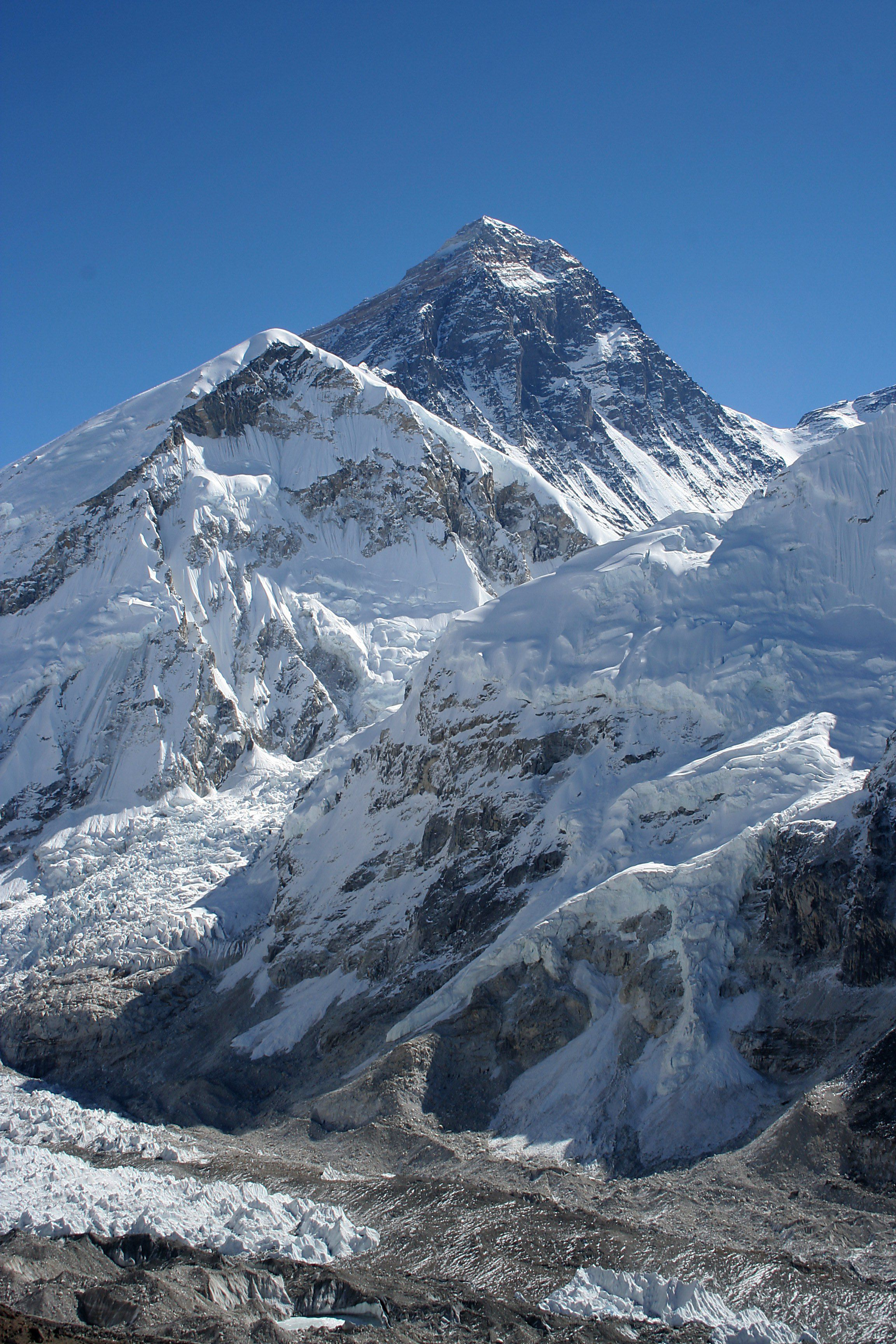
El monte Everest se sitúa en el distrito de Solukhumbu.

En el distrito se encuentran los siguientes comités de desarrollo rural.
- Bafa
- Baku
- Basa
- Beni
- Bhakanje
- Bung
- Chaulakharka
- Chaurikharka
- Chheskam
- Deusa
- Garma
- Goli
- Gorakhani
- Gudel
- Jubing
- Jubu
- Kaku
- Kangel
- Kerung
- Khumjung
- Loding Tamakhani
- Lokhim
- Mabe
- Mukali
- Namche
- Necha Batase
- Necha Bedghari
- Nele
- Panchan (Nepal)
- Salleri
- Salyan
- Sotang
- Takasindu
- Tapting
- Tingla